# 桂格燕麥公司
桂格燕麥公司（英語：Quaker Oats Company）是一個美國食品集團，其總部設於芝加哥。

## 歷史
桂格燕麥公司成立於1877年，並曾併購四間燕麥廠。該公司後期擴大到許多的領域，其中包括其他的早餐穀物及飲料等產品，甚至進入到非食品相關的領域如玩具。
2001年8月，桂格燕麥公司宣佈與百事公司進行合併，成為全世界第四大的包裝食品公司。

## 公司標誌

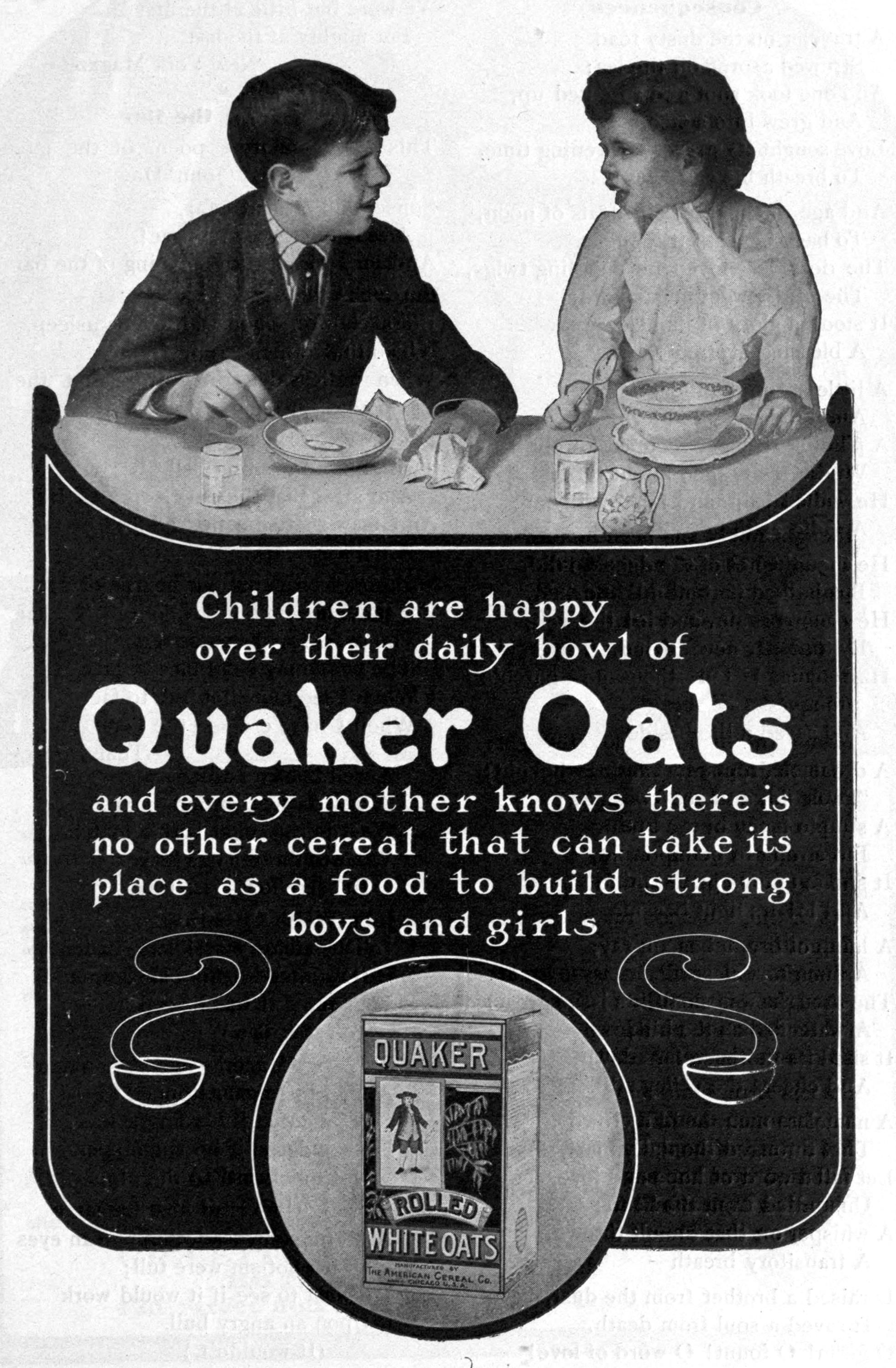
1905年的桂格燕麥雜誌廣告

於1971年提出的單色桂格燕麥公司標誌是由索爾·巴斯提出，他是一個非常清楚電影名稱序列及企業標識的一個平面設計師。現今的桂格燕麥公司標誌是由Haddon Sundblom於1957年設計。
桂格燕麥公司標誌為一名身穿清教徒服裝、頭戴黑帽的白髮長者，是一名虛構人物。然而，在1909年的廣告中，桂格將該人標籤為威廉·佩恩。

## 爭議
在1950年代，桂格燕麥公司的研究人員以及麻省理工學院和哈佛大學聯手在Walter E. Fernald State School進行一項實驗，以確定如何從麥片中的礦物質在身體中如何代謝和運作，很多地方（例如馬薩諸塞州）智障兒童的父母都被學校要求允許讓孩子進行實驗。後來不少父母都被告知，孩子們食用的食品含有放射性鈣和鐵。因為此實驗，桂格公司遭起訴，訴訟於1997年12月31日解決，這則訴訟亦被當地一個男孩Michael D'Antonio記載。

## 產品
- 桂格燕麥片 QUAKER Savory Instant Oatmeal
- 桂格燕麥方脆 Quaker Oat Squares
- 桂格即食燕麥片 Quaker Instant Oats／快熟燕麥片 Quick Cook Oats
- 桂格燕麥粉 Oatbran Hot Cereal
- 桂格香甜燕麥早餐
- 桂格香甜燕麥早餐 Quaker Flavored Instant Oatmeal
- 桂格即沖營養燕麥片 QUAKER Cereal Beverage

不少人亦把這些產品因其營養價值和有益健康作為降低膽固醇。

## 台灣業務
1978年，桂格投資400萬美元成立台灣分公司。1986年，桂格調整全球策略，營運集中化，決定停止台灣分公司業務。1986年8月8日，「佳格食品股份有限公司」（Standard Foods Corporation）成立，接收了桂格在台灣的全部資產與員工，並獲得桂格授權商標，在台灣成為桂格產品唯一的製造與行銷的代表。目前台灣好市多賣場同樣也有販售生產自美國的桂格產品。除了桂格燕麥片，佳格食品也推出一系列食品，此外該公司旗下還有多力葵花籽油以及「福樂」品牌。

## 外部連結
- Quaker Oats（英文）
- 桂格燕麥在台灣的授權商-佳格食品公司 （页面存档备份，存于）（中文）
- 桂格保健館（桂格養氣人蔘/活靈芝/雞精/蜆精） （页面存档备份，存于）
- 桂格燕麥的Facebook專頁
- 天地合補的Facebook專頁